# Francesco Faà di Bruno
Francesco da Paola Virgilio Secondo Maria Faà di Bruno (1825-1888) va ser un matemàtic i sacerdot italià, beatificat pel papa Joan Pau II el 1988.

## Vida i Obra
Faà di Bruno és segurament un dels personatges més originals i polièdrics del Risorgimento italià: matemàtic apreciat internacionalment, professor de la universitat de Torí, capità de l'exèrcit italià, enginyer, inventor i insigne representant del catolicisme social.
Era el dotzè i últim fill de Luigi Faà di Bruno (marquès de Bruno, comte de Carentino, senyor de Fontanile i patrici d'Alessandria) i de Carolina Sappa (de la rica família Milanese de Milà). Un dels seus germans, Emilio, va ser capità de vaixell i morí a la batalla naval de Lissa el 1866.
Acabats els estudis secundaris, ingressa el 1840 a la Regia Accademia Militare de la que surt el 1846 com a tinent d'estat major. A l'acadèmia va ser deixeble de Giovanni Plana i de Federico Menabrea que el van fer entusiasmar per les matemàtiques. Com a oficial de l'exèrcit participa en la primera guerra de la independència italiana de 1848 contra els austríacs, en la que rep una menció honorable i és ascendit a capità.
Després de la derrota, se'n va a París on hi romandrà dues vegades entre 1849 i 1851 i entre 1854 i 1856, estudiant i graduant-se en matemàtiques a la Sorbona. En aquest universitat coincideix amb Charles Hermite amb qui fa una estreta amistat que durarà molt de temps.
El 1856 retorna definitivament a Torí, on serà docent de la seva universitat, primer com adjunt, després com a suplent d'Angelo Genocchi i, finalment, com agregat de la facultat de ciències. A més de la seva activitat docent, desenvolupa un gran nombre de tasques socials en nom de la seva religió, fundant diverses congregacions e institucions, la més coneguda de les quals és la Congregazione delle Suore Minime di Nostra Signora del Suffragio (1868).
Faà és recordat sobre tot per la fórmula de Faà di Bruno (1855) que permet calcular la derivada de qualsevol ordre d'una funció de funcions sense haver de calcular les d'ordre inferior.
El 1988, el papa Joan Pau II el va beatificar per la seva labor social.